# Keibetsu shiteita aijō
Keibetsu shiteita aijō (軽蔑していた愛情? lett. "Amore disprezzato") è il terzo singolo discografico major (il quinto in assoluto) del gruppo di idol giapponesi AKB48, pubblicato dall'etichetta DefSTAR Records il 18 aprile 2007. Tema del brano è il bullismo scolastico e i suicidi che ne possono conseguire. Il singolo è arrivato all'ottava posizione della classifica dei singoli più venduti della settimana Oricon.

## Tracce
CD singolo
Testi di Yasushi Akimoto, musiche di Yoshimasa Inoue.
1. Keibetsu shiteita aijō (軽蔑していた愛情) – 4:18
2. Namida uri no shōjo (涙売りの少女) – 4:38
3. Keibetsu shiteita aijō (Instrumental) – 4:18
4. Namida uri no shōjo (Instrumental) – 4:38

Durata totale: 17:52

## Formazione
All'incisione della title track del singolo hanno partecipato sedici membri facenti parte del Team A e del Team K:
Team A
- Minami Takahashi (center)
- Tomomi Itano
- Haruna Kojima
- Atsuko Maeda
- Minami Minegishi
- Rina Nakanishi
- Mai Ōshima
- Mariko Shinoda

Team K
- Sayaka Akimoto
- Tomomi Kasai
- Kana Kobayashi
- Yuka Masuda
- Sae Miyazawa
- Erena Ono
- Yūko Ōshima
- Natsuki Satō

All'incisione del lato B hanno partecipato i seguenti membri:
- Natsumi Hirajima
- Michiru Hoshino
- Tomomi Itano
- Nozomi Kawasaki
- Haruna Kojima

- Hitomi Komatani
- Atsuko Maeda
- Kayano Masuyama
- Minami Minegishi
- Rina Nakanishi

- Risa Narita
- Tomomi Ōe
- Mai Ōshima
- Yukari Satō
- Mariko Shinoda

- Minami Takahashi
- Hana Tojima
- Kazumi Urano
- Shiho Watanabe

## Classifiche
| Classifica (2007) | Posizione più alta |
| ----------------- | ------------------ |
| Giappone          | 8                  |